# Agence d'administration régionale du nord de la Finlande
L'agence d'administration régionale du nord de la Finlande est l'une des six agences administratives régionales de la Finlande.

## Zone géographique
La responsabilité de l'agence s'étend sur 2 régions, 9 sous-régions et 43 municipalités.
La délégation régionale est située à Oulu.

### Régions
- Kainuu
- Ostrobotnie du Nord

### Grandes villes
- Oulu,
- Kajaani,
- Raahe,
- Kuusamo.